# Bouteloua karwinskii
Bouteloua karwinskii là một loài thực vật có hoa trong họ Hòa thảo. Loài này được (E. Fourn.) Griffiths mô tả khoa học đầu tiên năm 1912.